# Lancaster megye (Virginia)
Lancaster megye az Amerikai Egyesült Államokban, azon belül Virginia államban található. Megyeszékhelye Lancaster, legnagyobb városa Kilmarnock. Lakosainak száma 10 919 fő (2020. április 1.). Lancaster megye Northumberland és Richmond megyékkel határos.

## Népesség
A megye népességének változása:
| Lakosok száma | 11 367 | 11 359 | 11 238 | 11 148 | 10 965 | 10 919 |
|               | 2010   | 2011   | 2012   | 2013   | 2015   | 2020   |